# Uncula tristigmatias
Uncula tristigmatias là một loài bướm đêm trong họ Noctuidae.